# I Walk the Line (Album)
I Walk the Line ist das 19. Studioalbum des US-amerikanischen Country-Sängers Johnny Cash. Es erschien im Mai 1964 bei Columbia Records unter der Produktion von Don Law und Frank Jones.
Das Album war der Versuch von Columbia Records, aus früheren Hits von Cash, die er bei Sun Records eingespielt hatte, neues Kapital zu schlagen. Daher nahm Cash acht Hits seiner Sun-Ära neu auf, darunter auch I Walk the Line, der zum Titelsong des Albums wurde.

## Titelliste
1. I Walk the Line (Cash)
2. Bad News (John D. Loudermilk)
3. Folsom Prison Blues (Cash)
4. Give My Love to Rose (Cash)
5. Hey Porter (Cash)
6. I Still Miss Someone (Johnny Cash, Ray Cash)
7. Understand Your Man (Cash)
8. Wreck of the Old 97 (Cash, Bob Johnson, Norman Blake)
9. Still in Town (Harlan Howard, Hank Cochran)
10. Big River (Cash)
11. Goodbye Little Darlin’ Goodbye (Gene Autry, Johnny Marvin)
12. Troublesome Waters (Maybelle Carter, Dixie Dean)

Cash hatte folgende Stücke ursprünglich für Sun aufgenommen: I Walk the Line, Folsom Prison Blues, Give My Love to Rose, Hey Porter, Wreck of the Old 97, Big River und Goodbye Little Darlin’ Goodbye. Alle Songs waren auf Sun-Alben und als Singles erschienen (mit Ausnahme von Wreck of the Old 97, das nicht als Single veröffentlicht worden war). I Still Miss Someone ist die Neuauflage eines Songs, der erstmals auf The Fabulous Johnny Cash im Jahre 1959 erschienen war. Neu waren die Songs Bad News, Understand Your Man, Still in Town und Troublesome Waters.

## Charterfolge
Das Album erreichte Platz eins der Country-Alben-Charts und zeitgleich auch den 53. Platz der Pop-Charts. Die Single Unterstand Your Man wurde zu einem Nummer-1-Hit der Billboard Country Songs. Textlich und musikalisch ist der Song stark an Bob Dylans Folksong Don't Think Twice, It's All Right angelehnt, den Cash im Folgejahr für sein Album Orange Blossom Special aufnahm.